# Piste des larmes
« Sentier des larmes » redirige ici. Pour l'album de la série « La Jeunesse de Blueberry », voir Le Sentier des larmes.

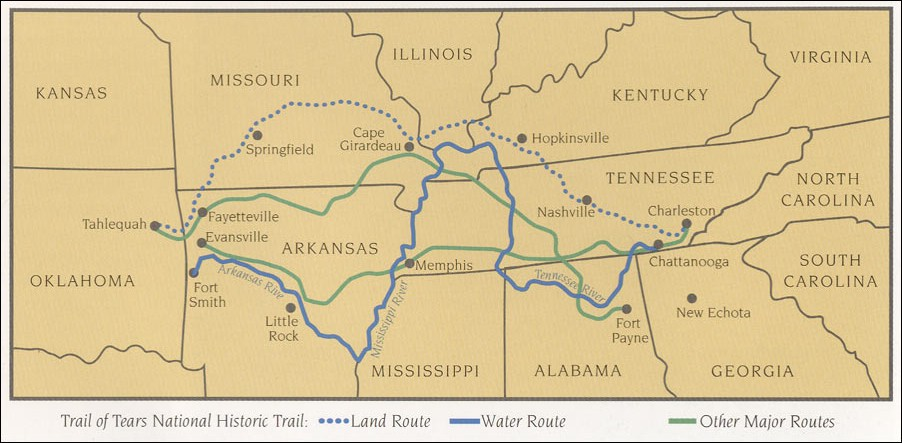
Carte montrant le chemin suivi au cours de la « Piste des larmes ».

La Piste des larmes (en cherokee : Nunna daul Isunyi, « La piste où ils ont pleuré » ; en anglais : Trail of Tears) est le nom donné au déplacement forcé de plusieurs peuples natif américains par les États-Unis entre 1831 et 1838. Ces populations s'établissent à l'ouest du Mississippi et leurs anciennes terres sont remises à des colons américains, en application de l’Indian Removal Act, loi proposée et signée par le président Andrew Jackson. Les Cherokees sont alors le plus important groupe autochtone de la zone impliquée.

## Chronologie

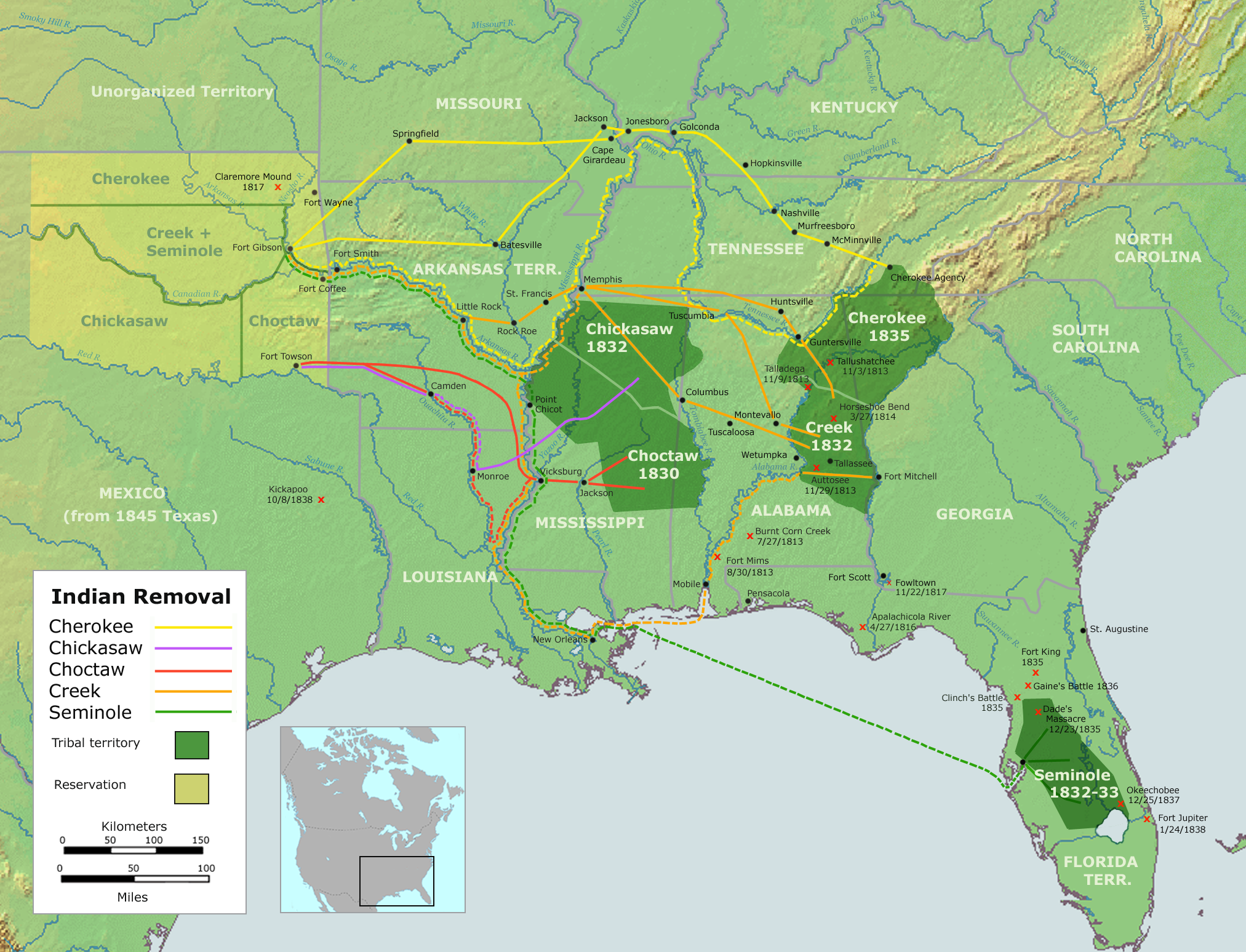
Carte de la déportation des autochtones d'Amérique, 1830-1835. L'Oklahoma apparaît en vert jaunâtre clair. Les dates indiquent les années de signatures des traités.

- 29 décembre 1835 : au traité de New Echota : trois à cinq cents des dix-sept mille Cherokees vivant à l'est du Mississippi (la « délégation Ridge », menée par les Cherokees John Ridge et Elias Boudinot) signent pour l'ensemble de la nation un traité qui cède aux États-Unis leurs terres pour cinq millions de dollars, en violation des lois Cherokees, et sans un seul élu parmi eux. Le Congrès ratifie ce traité l'année suivante d'une voix, malgré les protestations de John Ross. Les quatre cent soixante-cinq Cherokees signataires partent pour l'ouest en 1837.
- Mars 1838 : le poète Ralph Waldo Emerson proteste par une lettre envoyée au président Martin Van Buren contre ce traité.
- 18 mai 1838 : l'échéance du traité de New Echota étant arrivée, le général Winfried Scott commence à faire rassembler les Cherokees dans trente-et-un forts, avec uniquement les vêtements qu'ils portaient.
- Fin juillet 1838 : ils sont ensuite rassemblés dans onze camps prévus à cet effet (dix au Tennessee, un en Alabama).
- Environ trois mille Cherokees font route par voie fluviale à partir de juin, et arrivent jusqu'en septembre dans le Territoire indien.
- 16 octobre 1838 : départ des Cherokees restant par les chemins. Ils parcourent 1 750 km, atteignent le Mississippi en novembre, mais les cinq mille derniers restent bloqués sur la rive orientale tout l'hiver. Les premiers groupes arrivèrent en janvier 1839 à Fort Gibson (Oklahoma).
- Mars 1839 : arrivée des derniers Cherokees. Environ quatre mille d'entre eux au moins, huit mille au plus, sont morts en chemin, de froid, de faim ou d'épuisement, le long de la Piste des larmes.
- Juin 1839 : les Cherokees John Ridge et Elias Boudinot, signataires du traité de 1835 légalisant l'expropriation, sont assassinés par certains de leurs opposants.

Les quatre autres « Nations civilisées » (les Séminoles, les Creeks, les Choctaws et les Chicachas) furent déportées de la même manière, et connurent aussi leur Piste des larmes. Quelques Cherokees réussirent à se cacher dans les montagnes, et des Séminoles dans les marais des Everglades.

## Histoire
L’État de Géorgie met en place des lois répressives et met en vente les terres indiennes en 1834. Les indigènes n'ont pas le droit de témoigner en justice : ils ne peuvent se défendre contre l'accaparement des terres par les colons géorgiens. Vers 1835 se forment deux groupes au sein des Cherokees. L'un est dirigé par John Ross, le chef de la Nation cherokee, qui refuse de quitter leur terre ancestrale, la plupart des Cherokees étant d'accord avec lui.
Quelques indigènes comme le Major Ridge, son fils John Ridge, et son neveu Elias Boudinot pensent eux que la résistance ne servirait à rien. Ces derniers sont donc d'accord pour déplacer les tribus vers le nouveau territoire indien. Ils signent ensuite le traité de New Echota avec le gouvernement américain, qui stipule que toutes les terres à l'est du Mississippi appartiennent désormais aux Américains.
Bien qu'aucun élu officiel de la tribu n'ait signé le document, que la majorité de la tribu n'ait pas été d'accord, et malgré toutes les protestations, le gouvernement américain refusa d'annuler le traité. En 1838, l'armée a pour ordre de rassembler les tribus dans des camps en attendant qu'elles migrent vers l'ouest. Plus de mille cinq cents indigènes moururent dans ces camps. En 1838-1839, les Cherokees sont déportés en Arkansas puis en Oklahoma : cet épisode est connu sous le nom de « Piste des larmes », car le traitement réservé aux Cherokees a soulevé une réelle indignation dans une partie de l’opinion américaine. C'est le général Winfield Scott qui procède de force au grand « dérangement » des Cherokees : selon l’historien Grant Foreman, sur dix-huit mille Cherokees ayant pris le chemin de l’exil, quatre mille sont morts.
En 1838 Ralph Waldo Emerson adressa une lettre au président Martin Van Buren pour exprimer son indignation.

## Conséquences

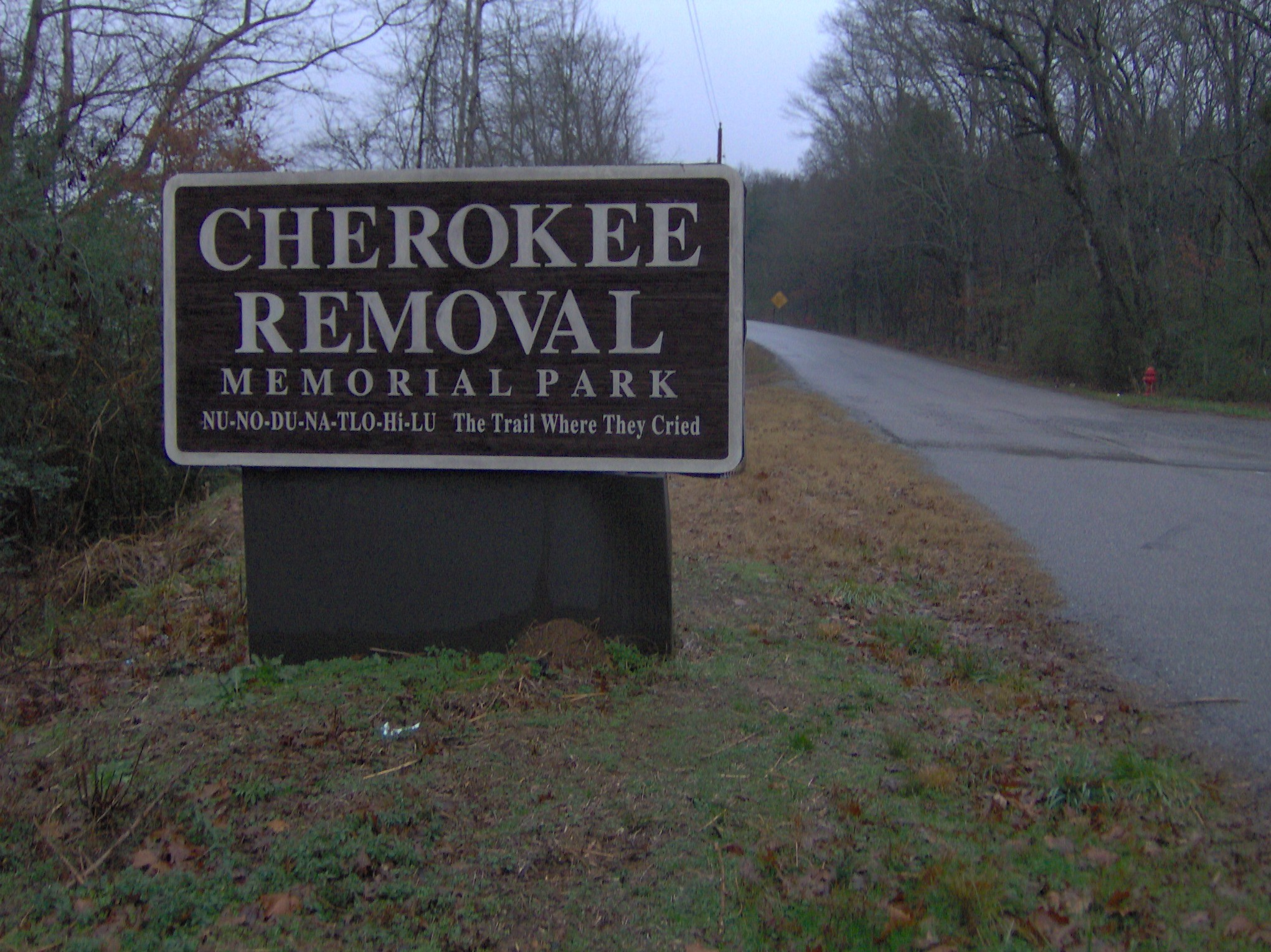
L'entrée du Cherokee Removal Memorial Park près de Blythe's Ferry, un des points de départ de la piste.

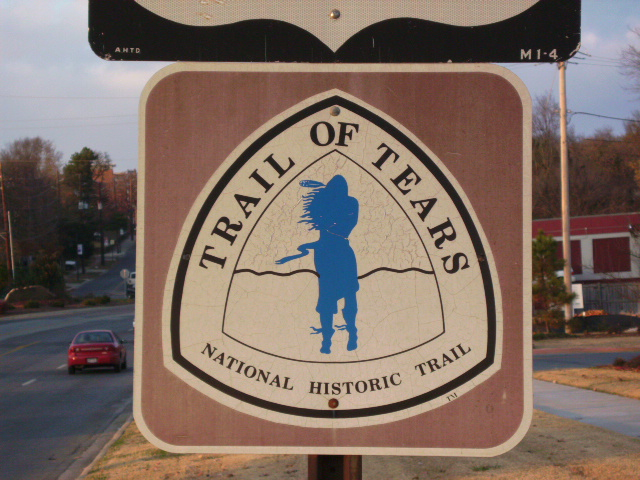
Panneau indicateur du Trail of Tears National Historic Trail, Arkansas.

Il y a eu des exceptions à cette déportation. Environ mille Cherokees se sont échappés des griffes des soldats US et ont vécu en Georgie et dans d'autres États sur des terres privées (et non des terres communautaires) sans être déportés. En Caroline du nord environ quatre cents Cherokees ont vécu dans les Great Smoky Mountains qui étaient possédés par un Blanc William Holland Thomas (en) (lequel avait été adopté par les Cherokees dans son enfance) ; ils n'ont pas non plus été déportés. Ils sont devenus le « clan oriental de la nation Cherokee ».
La Piste des larmes est généralement considérée comme un des plus regrettables épisodes de l'histoire des États-Unis. Pour commémorer l'évènement, le Congrès a créé en 1987 le Trail of Tears National Historic Trail. L'itinéraire est long de 3 540 km et s'étend sur neuf États.
En 2004, Sam Brownback sénateur républicain du Kansas a présenté le joint resolution no 4 (une « joint resolution » est une mesure législative qui requiert l'approbation du Sénat et de la Chambre des représentants et qui est présentée au président qui peut décider de l'approuver). Cette proposition a pour objet de « présenter des excuses à tous les peuples indigènes au nom des États-Unis pour les politiques passées mal conçues à l'encontre des tribus indiennes ». La résolution est acceptée par le sénat le 7 octobre 2009.